# Joy Beune
Joy Beune (ur. 28 kwietnia 1999 w Borne) – holenderska łyżwiarka szybka, wielokrotna medalistka mistrzostw świata.

## Kariera
Podczas mistrzostw świata juniorów w Helsinkach w 2017 zdobyła złote medale w biegu na 3000 m i biegu drużynowym oraz srebrne na 1000 m i w wieloboju. Na rozgrywanych rok później mistrzostwach świata juniorów w Salt Lake City zdobyła pięć złotych medali: w biegach na 1000 m, 1500 m, 3000 m, wieloboju i biegu drużynowym.
Na mistrzostwach świata na dystansach w Inzell w 2019 zdobyła srebrny medal w biegu drużynowym. Następnie na mistrzostwach świata na dystansach w Calgary w 2024 zdobyła złote medale w biegu na 5000 m i biegu drużynowym oraz brązowy w biegu na 1500 m. Kolejne medale wywalczyła na odbywających się w 2025 mistrzostwach świata na dystansach w Hamar, zwyciężając w biegach na 1500 m i 3000 m oraz biegu drużynowym.
Ponadto zdobyła złoty medal na mistrzostwach świata w wieloboju w Inzell w 2024. 
W sezonie 2023/2024 zajęła trzecie miejsce w klasyfikacji generalnej 1500 m, a w kolejnym sezonie zajęła w niej drugie miejsce. W sezonach 2022/2023 i 2024/2025 zajmowała trzecie miejsce klasyfikacji generalnej 3000/5000 m.